# قلعة بوكي
قلعة بوكي ((بالفرنسية: Château de Poucques)، (بالهولندية: Kasteel van Poeke)) هو القلعة بالقرب بوكي، وهي بلدة صغيرة في بلدية التر في البلجيكية محافظة فلاندرز الشرقية. القلعة التي 56 هكتار (140 أكر) من المنتزه محاطة بالمياه ويمكن الوصول إليها عبر الجسور في الجزء الأمامي والخلفي من المبنى. تقع قلعة بوكي على ارتفاع 15 مترًا.

## التاريخ

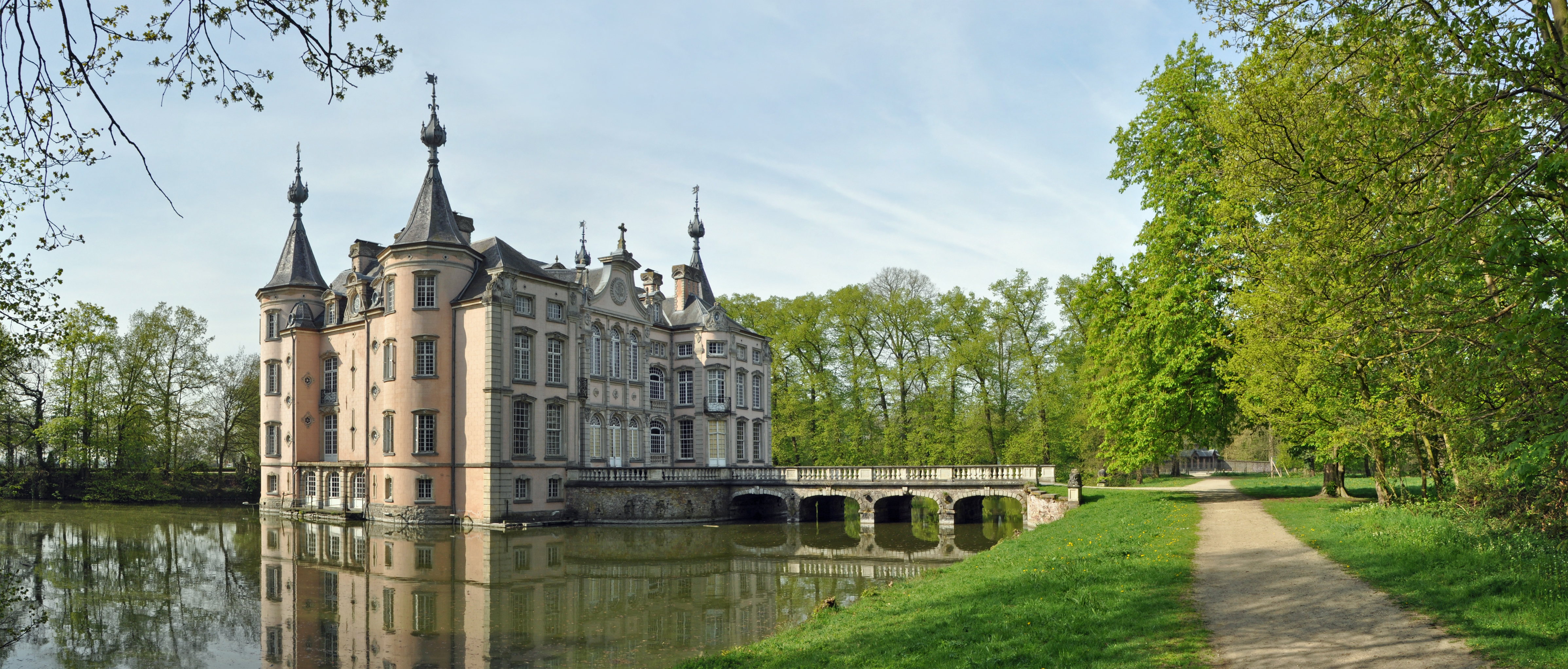
منظر من الشمال الشرقي

ليس من الواضح متى تم بناء التحصينات الأولى في بوكي ولكن هناك تلميحات من 1139 فصاعدًا. لعبت القلعة دورًا بارزًا خلال الصراع بين الكونت لويس الثاني من فلاندرز ومدينة خنت عام 1382. في نفس العام توفي يولارد الثاني من بوكي في معركة بيورهاتسولد عندما حاول إيقاف ميليشيا خنت، التي كانت قد استولت على حصنه بالفعل.
كانت اقطاب بوكي الموالية خدم من التهم من فلاندرز، الذين كانوا تزاوجوا أيضا: اناستازيا فان اولتر، الزوجة الثانية اولارد الثالث من بوكي، على سبيل المثال، تزوج كما لها زوجها الثاني روبرت فلاندرز، الابن غير الشرعي لويس الثاني فلاندرز.

### تدمير
خلال ثورة غنت عام 1452 ضد فيليب الخير، استولت ميليشيا غنت على القلعة. في 5 يوليو 1452 استعادها فيليب، وأعدمت ميليشيا غنت الحالية ودمرت القلعة. على الأرجح استغرق إعادة البناء أكثر من قرن. بعد وفاة جان الثالث من بويك في عام 1563، أصبحت السيادة ملكًا لعائلة دي ماستينج، الأقارب البعيدين لأباطرة بويك. باع جان دي جوش، رب ماستينغ، اللورد عام 1588 إلى فيليبيرت ديلري. باع ابنه كريستوفيل ديلري اللورد في عام 1597 إلى جان دي برودهوم من ليل .

### إعادة البناء
قام ماركوس أنطونيوس دي Preudhomme d'Hailly بأنشطة إعادة البناء من 1658 إلى 1664، وفي 1671. ما إذا كانت هذه الأنشطة فعالة، غير معروف، كما تفتقر إلى مصادر من هذه الفترة. في وقت لاحق، قام تشارلز فلورنت إيديسبالد دي برودهوم ديلي، بورغريف من نيوبورت، أومبيرجين، سينت ليفينز إيسي وشونبرجن، بارون بويك ولورد نيوفيل، كانجم وفيلين ( 1716-1792 )، بعمل كبير في القلعة بين 1743 و 1752.

## يومنا هذا

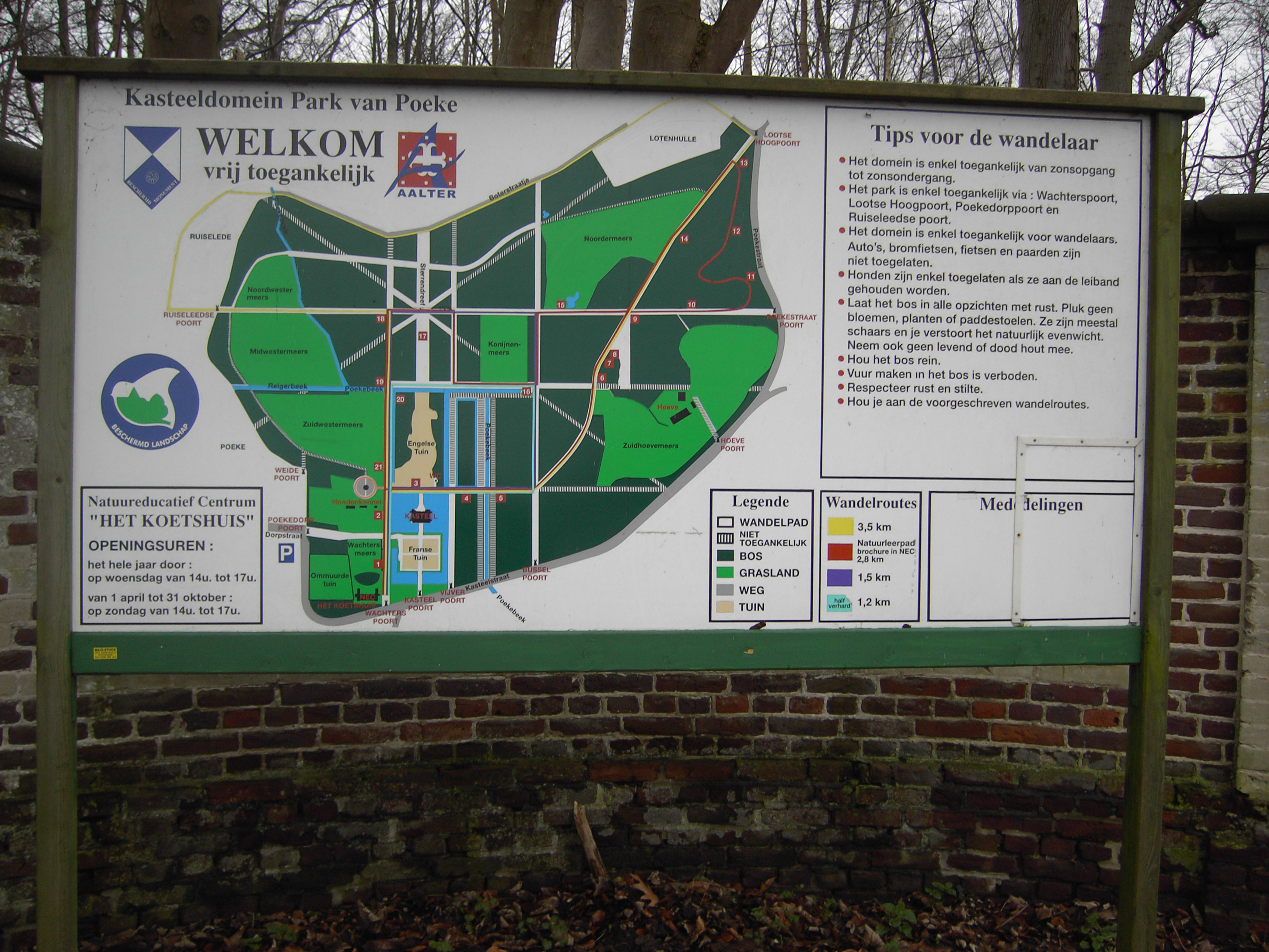
خريطة أراضي القلعة

في عام 1977 أصبحت القلعة ومنتزهها الذي تبلغ مساحته 56 هكتار ملكًا لبلدية التر، التي تستخدمه الآن للاجتماعات الثقافية والاحتفالات. تم استخدامه كموقع لتصوير المشاهد الداخلية والخارجية لإنتاج 2012 BBC / HBO من Parade's End.
أصبحت قلعة بويك نصبًا وطنيًا رسميًا في 13 أكتوبر 1943. تم إعلان الحديقة كمنطقة محمية في عام 1978.